# Henri Rousselot
Henri Rousselot (Gap, 22 mars 1912 - Plouzané, 23 août 1994) est un militaire français, Compagnon de la Libération. Officier issu de l'École navale, il rallie la France Libre en 1940 et combat avec celle-ci pendant la Seconde Guerre mondiale en tant que commandant du sous-marin Rubis. Après le conflit, il occupe de hautes fonctions dans la marine nationale. Il prend rang et appellation de Vice-amiral d'escadre avant d'être versé dans la 2e section.

## Biographie

### Avant-guerre
Henri Rousselot naît le 22 mars 1912 à Gap dans les Hautes-Alpes d'un père magistrat. Après des études secondaires à Bourgoin-Jallieu, Chambéry puis Toulon, il entre à l'École navale en 1931. À l'issue de sa formation à l'École navale, il participe à la croisière d'application des élèves officiers sur le navire-école Jeanne d'Arc en 1933. En octobre 1933, il embarque sur le transport d'hydravions Commandant Teste comme enseigne de vaisseau de 2e classe. Enseigne de vaisseau de 1re classe en 1935, il embarque sur le sous-marin Rubis en novembre 1935.

### Seconde Guerre mondiale
En mai 1940, il est toujours à bord du Rubis comme officier en second. Le sous-marin est mis à disposition de l'amirauté britannique par le gouvernement français. Basé à Harwich puis à Dundee où il intègre une flottille de sous-marins de la Royal navy. Le Rubis commandé par Georges Cabanier opère en mer du Nord et mer de Norvège. En juin, alors qu'est signé l'armistice du 22 juin 1940, le sous-marin mouille des mines dans le chenal de Trondheim. De retour à la base de Dundee et apprenant la nouvelle de l'armistice, l'équipage du Rubis se rallie immédiatement à la France libre. Maintenu à son poste d'officier en second, Henri Rousselot est promu lieutenant de vaisseau en septembre. Il est désigné comme nouveau commandant du Rubis le 27 avril 1941. Sous les ordres de son nouveau commandant, le Rubis effectue vingt opérations de guerre, pour la plupart des mouillages de mines.
Après une navigation dans le golfe de Gascogne, le sous-marin retourne en Norvège où il est chargé de miner les chenaux menant au port d'Egersund. Au cours de cette mission, il parvient à couler un cargo mais est pris en chasse par les allemands. Sous la protection de la Royal Air Force, le Rubis parvient cependant à rejoindre sa base. Le sous -marin est décoré de la Croix de la Libération le 14 octobre 1941, des mains du général de Gaulle.
D'octobre 1941 à février 1944, Henri Rousselot effectue de nombreuses opérations de mouillages de mines dans le golfe de Gascogne et au large de l'Île de Sein, alternant avec des périodes de carénage. Puis, après une période d'entraînement, il opère de nouveau  en Norvège et contribue à paralyser le trafic ennemi dans le secteur grâce à la précision de ses mouillages de mines. L'équipage du Rubis termine la guerre à terre à l'occasion d'une nouvelle période de réparations du sous-marin. Sous les ordres d'Henri Rousselot, le sous-marin a coulé par mines dix cargos et sept bâtiments de guerre, et un cargo à la torpille.

### Après-guerre
Promu capitaine de frégate, Henri Rousselot prend le commandement de l'école des élèves-aspirants de réserve de 1945 à 1947 puis il commande conjointement de 1947 à 1950 l'école anti-sous-marins et le contre-torpilleur Tigre. Capitaine de vaisseau en 1951, il commande le centre de sous-marins de Lorient et la 2e escadrille de sous-marins avant d'être nommé commandant de la Marine à Cherbourg. De 1952 à 1953, il est l'adjoint du contre-amiral commandant le groupe d'action anti-sous-marine (GASM), puis Il est désigné pour commander le dépôt des équipages de la flotte de Brest jusqu'en 1954.
Commandant de la 2e escadrille de dragueurs de mines à Brest, il est ensuite nommé major général du port de Lorient. Promu contre-amiral, Henri Rousselot est nommé commandant de l'Arrondissement maritime de Rochefort de 1959 à 1960. De 1960 à 1965, il est successivement major général du port de Sidi-Abdallah en Tunisie, puis commandant de la 2e flottille d'escorteurs rapides à Toulon et membre de l'état-major de la marine nationale à Paris. Il est promu vice-amiral en 1965. En 1967, il prend rang et appellation de Vice-amiral d'escadre et est nommé préfet maritime de la 1re région à Cherbourg jusqu'en 1969. Il est ensuite nommé préfet maritime maritime de le 2e région à Brest de 1969 à 1972. Parallèlement, il est membre du conseil de la Marine de 1958 à 1972. Quittant le service actif en 1972, Henri Rousselot meurt le 23 août 1994 à Plouzané dans le Finistère. Après des obsèques à Brest, ses cendres sont dispersées au large de Toulon au-dessus de l'épave du sous-marin Rubis qu'il avait commandé pendant la guerre et où repose déjà son ancien commandant Georges Cabanier.

## Décorations
|  |  |  |  |  |  |
|  |  |  |  |  |  |
|  |  |  |  |  |  |

| Grand Officier de la Légion d'honneur                | Grand Officier de la Légion d'honneur                | Compagnon de la Libération                           | Compagnon de la Libération                    | Grand-Croix de l'Ordre national du Mérite     | Grand-Croix de l'Ordre national du Mérite     |
| Croix de Guerre 1939-1945                            | Croix de Guerre 1939-1945                            | Commandeur de l'Ordre du Mérite Maritime             | Commandeur de l'Ordre du Mérite Maritime      | Distinguished Service Order (Royaume-Uni)     | Distinguished Service Order (Royaume-Uni)     |
| Distinguished Service Cross "Two bars" (Royaume-Uni) | Distinguished Service Cross "Two bars" (Royaume-Uni) | Distinguished Service Cross "Two bars" (Royaume-Uni) | Commandeur de l'Ordre de Saint-Olaf (Norvège) | Commandeur de l'Ordre de Saint-Olaf (Norvège) | Commandeur de l'Ordre de Saint-Olaf (Norvège) |